# خمبرآباد (گالیکش)
خمبرآباد، روستایی است از توابع بخش گالیکش شهرستان مینودشت در استان گلستان ایران.

## جمعیت
این روستا در دهستان ینقاق قرار داشته و بر اساس سرشماری سال ۱۳۸۵ جمعیت آن ۶۰۱ نفر (۱۳۵ خانوار)
بوده است.